# نوريتادا سانيوشي
نوريتادا سانيوشي (باليابانية: 實好 礼忠) (19 أكتوبر 1972 في اليابان - )؛ هو لاعب كرة قدم ياباني سابق كان يلعب كمدافع.

## وصلات خارجية
- نوريتادا سانيوشي على موقع رابطة كرة القدم اليابانية للمحترفين (اليابانية)
- نوريتادا سانيوشي على موقع قاعدة بيانات كرة القدم.إي يو (الإنجليزية)
- نوريتادا سانيوشي على موقع Soccerway.com (الإنجليزية)
- نوريتادا سانيوشي على موقع عالم كرة القدم.نت (الإنجليزية)